# Hannelore Friedel
Hannelore Friedel (25 gennaio 1948) è un'ex pesista tedesca.

## Palmarès
| Anno | Manifestazione | Sede     | Evento         | Risultato | Misura  | Note |
| ---- | -------------- | -------- | -------------- | --------- | ------- | ---- |
| 1970 | Europei indoor | Vienna   | Getto del peso | Argento   | 18,39 m |      |
| 1971 | Europei        | Helsinki | Getto del peso | 5ª        | 18,52 m |      |

## Altre competizioni internazionali
1970
- Coppa Europa di atletica leggera ( Budapest)